# Filip Rybakowski
Filip Janusz Rybakowski (ur. 16 lipca 1973 w Poznaniu) – polski psychiatra, profesor nauk medycznych; profesor nadzwyczajny Katedry Psychiatrii Wydziału Lekarskiego II Uniwersytetu Medycznego w Poznaniu.

## Życiorys
Pochodzi z rodziny osiadłej w Krotoszynie. Jego pradziadkiem był Władysław Rybakowski. Jego ojciec – Janusz Rybakowski – także jest profesorem psychiatrii związanym z poznańskim Uniwersytetem Medycznym.
Dyplom lekarski uzyskał na Akademii Medycznej w Poznaniu (obecnie Uniwersytet Medyczny) w 1997 i na tej uczelni zdobywał kolejne stopnie naukowe i awanse akademickie. Posiada specjalizację z psychiatrii (uzyskana w 2004) oraz psychiatrii dzieci i młodzieży (2007). Doktoryzował się w 2001 broniąc pracy pt. Ocena seropozytywności przeciw wirusowi choroby Borna w populacji polskich pacjentów z zaburzeniami psychicznymi, przygotowanej pod kierunkiem Andrzeja Rajewskiego.
Habilitował się w 2008 na podstawie oceny dorobku naukowego i rozprawy pt. Czynniki genetyczne i cechy osobowości w jadłowstręcie psychicznym (wydana w 2007, ISBN 978-83-60187-58-6). W okresie 2010–2016 kierował Kliniką Psychiatrii Dzieci i Młodzieży Instytutu Psychiatrii i Neurologii w Warszawie. Był także kierownikiem Katedry Psychologii Klinicznej w poznańskim Instytucie Psychologii SWPS Uniwersytetu Humanistycznospołecznego (2011–2016). Pełnił też funkcję konsultanta krajowego w dziedzinie psychiatrii dzieci i młodzieży (2015–2017). W 2016 uzyskał tytuł naukowy profesora nauk medycznych i awansował na pozycję kierownika Kliniki Psychiatrii Dorosłych macierzystego Uniwersytetu Medycznego.
Na dorobek naukowy F. Rybakowskiego składa się szereg opracowań oryginalnych, publikowanych m.in. w czasopismach takich jak: „Molecular Psychiatry", „Neuropsychobiology", „Neuroendocrinology Letters” oraz „Psychiatria Polska”.
Na język polski przetłumaczył:
- Świat nawiedzany przez demony Carla Sagana (Zysk i S-ka, Poznań 1999, ISBN 83-7150-517-5),
- American mania. Ciągle więcej, ale nigdy dość Petera C. Whybrowa (wydawnictwo Termedia, Poznań 2006, ISBN 83-89825-06-6), oraz
- Niespokojny umysł. Pamiętnik nastrojów i szaleństwa Kay Redfield Jamison (Zysk i S-ka, Poznań 2000, ISBN 83-7150-724-0)[4][8].

Należy do Polskiego Towarzystwa Psychiatrycznego oraz European College of Neuropsychopharmacology. Jest żonaty, ma czworo dzieci.